# Phoxinellus pseudalepidotus
Phoxinellus pseudalepidotus là một loài cá vây tia thuộc họ Cyprinidae.
Loài này chỉ có ở Bosna và Hercegovina.
Môi trường sống tự nhiên của chúng là sông ngòi.
Chúng hiện đang bị đe dọa vì mất môi trường sống.